# Мясниковка (Вологодская область)
Мяснико́вка — разъезд в Грязовецком районе Вологодской области России.
Входит в состав Перцевского муниципального образования, с точки зрения административно-территориального деления — в Перцевский сельсовет.
Расстояние по автодороге до районного центра Грязовца — 10 км, до центра муниципального образования Слободы — 1 км.
По переписи 2002 года население — 14 человек.